# Policheta crassisetosa
Policheta crassisetosa är en tvåvingeart som beskrevs av Wood 1985. Policheta crassisetosa ingår i släktet Policheta och familjen parasitflugor.
Artens utbredningsområde är Oregon. Inga underarter finns listade i Catalogue of Life.